# Victoriano Santos Iriarte
Victoriano Santos Iriarte (Canelones, Uruguay, 2 de noviembre 1902-Montevideo, 11 de noviembre de 1968), apodado "El Canario", fue un futbolista uruguayo. Jugó para el Racing Club de Montevideo y fue campeón del mundo con Uruguay en 1930, marcando el gol que puso en ventaja a Uruguay 3-2 ante Argentina

## Participaciones en Copas del Mundo
| Mundial              | Sede    | Resultado | Partidos | Goles | Asistencias |
| -------------------- | ------- | --------- | -------- | ----- | ----------- |
| Copa Mundial de 1930 | Uruguay | Campeón   | 4        | 2     | 3           |

## Clubes
| Equipo  | País    | Año         | Partidos | Goles |
| ------- | ------- | ----------- | -------- | ----- |
| Racing  | Uruguay | 1923 - 1932 | 423      | 34    |
| Peñarol | Uruguay | 1932 - 1934 | 156      | 30    |

## Palmarés

### Campeonatos nacionales
| Título              | Club    | País    | Año  |
| ------------------- | ------- | ------- | ---- |
| Campeonato Uruguayo | Peñarol | Uruguay | 1932 |

### Campeonatos internacionales
| Título                 | Selección            | Sede    | Año  |
| ---------------------- | -------------------- | ------- | ---- |
| Copa Mundial de Fútbol | Selección de Uruguay | Uruguay | 1930 |